# Atergatis floridus
Atergatis floridus is een krabbensoort uit de familie Xanthidae. De wetenschappelijke naam werd gepubliceerd in 1767 door Carl Linnaeus.